# Gottberg (Adelsgeschlecht)

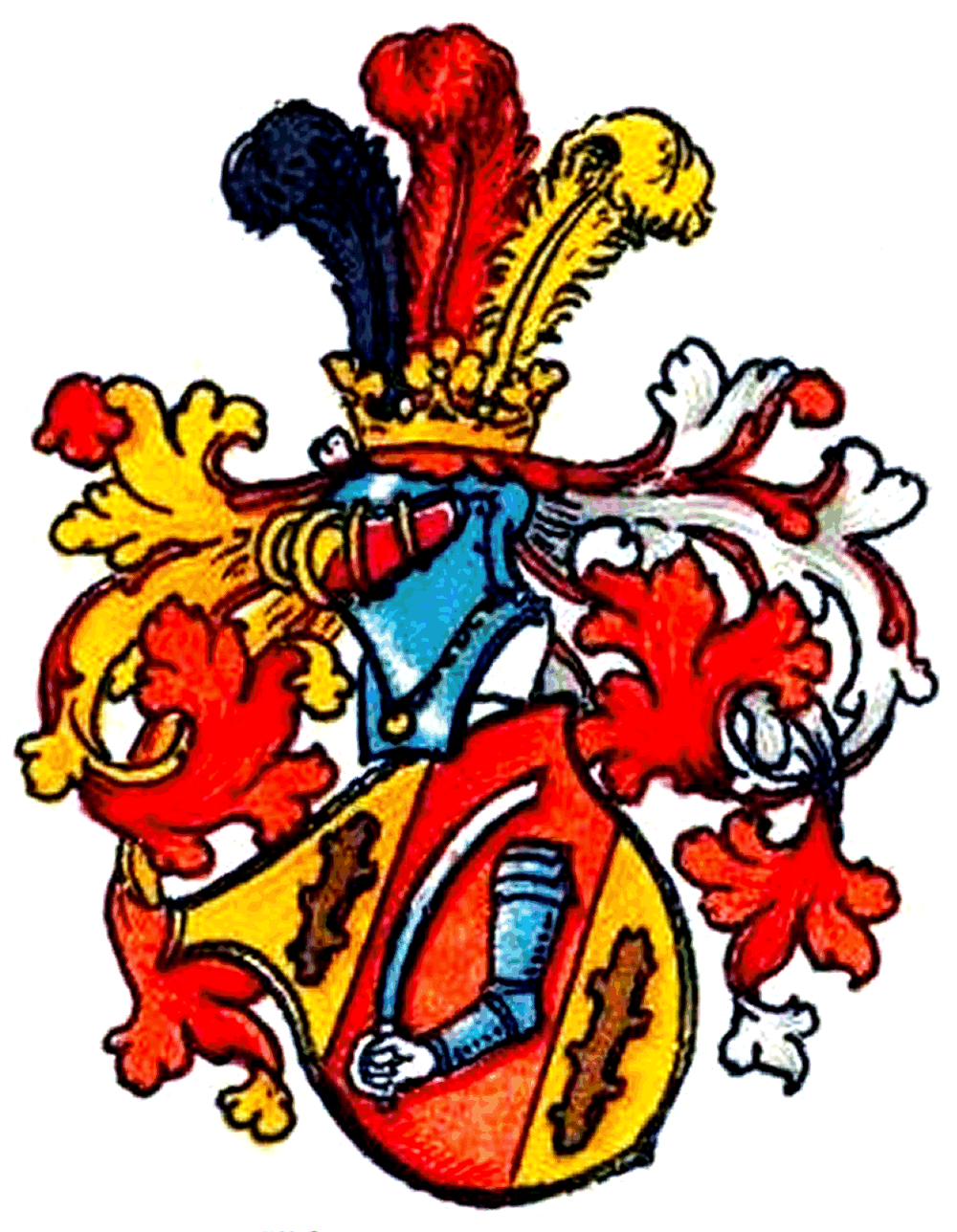
Wappen derer von Gottberg

Das alte Adelsgeschlecht von Gottberg nahm seinen Ursprung in der Mark Brandenburg. Von dort breitete es sich nach Mecklenburg (†), über die Neumark nach Pommern und weiter nach Preußen aus.

## Geschichte

### Mittelalter
Die Familie wurde 1246 erstmals mit Conradus de Gottgerge erwähnt. Dieser soll aus Geestgottberg stammen, dem ersten Haus der Familie, das jedoch nach 1300 an die Edlen Gans zu Wittenberge fiel. Die nächste und nachfolgende Generationen bis etwa zum Jahre 1470 fand ihren Lebensmittelpunkt im zweiten Haus der Familie, in Gottberg an der Dosse. Ein anderer Zweig begab sich nach Sarmstorf in Mecklenburg, ist jedoch um etwa 1360 erloschen.
Zwischen 1330 und 1477 macht sich ein bürgerlich gewordener Zweig, welcher sich vom zweiten Haus ableitet, in Neuruppin sesshaft.
Bereits 1260 wird das dritte Haus Gottberg zwischen Arnswalde und Pyritz in der Neumark gegründet. Dort beginnt mit Michael Gottberg, der Besitzer dieses gleichnamigen Gutes, später auch Ratsherr und Oberer in Stargard und nach 1500 Mitglied der dortigen Zunft der Goldschmiede war, die gesicherte Stammreihe der Familie. Auch diese Linie sank durch handwerkliche Betätigung jedoch ins Bürgertum ab.

### Neuzeit
Peter Gottberg († 1595), ebenfalls Goldschmied in Stargard, und des letztgenannten Sohn setzt die Stammfolge fort. Seine drei Söhne finden wir in gehobener Stellung in den Heeren Europas: Jakob († nach 1614) war im Jahre 1600 Kommandant von Pernau, nach 1611 schwedischer Admiral. Dessen Onkel mütterlicherseits, Joachim Scheel († 1606), hatte es zuvor sogar zum schwedischen Reichsadmiral gebracht. Paul († 1629) stand ebenfalls in schwedischen Diensten und verbrachte Jahre seines Lebens auf den Schlachtfeldern des Nordischen Krieges. Er erwarb, nachdem er im Rang eines Obersten seinen Abschied genommen hatte, im Jahre 1617 das spätere Stammgut Groß und Klein Dübsow für die Familie. Peter († 1634) verbrachte sein Leben in wechselnder Anstellung sowohl für die Schweden, als auch für Polen, den Kaiser und die Pommerschen Herzöge als Offizier und Diplomat. Besondere Verdienste erwarb er auch als Hauptmann in Lauenburg. Er erwarb für die Familie, neben anderen Gütern, die er besessen hat, Groß und Klein Peterkau. Die Brüder Peter und Paul wurden 1595 durch Kaiser Rudolf II. nobilitiert.
Alle heute lebenden Angehörigen der Familie sind Nachfahren von obigem Paul bzw. dessen Enkel Franz Döring († 1735). Seit 1669 besaß die Familie auch dauerhaft Labüssow. Ein weiterer Besitz war Starnitz. Die Brüder Wilhelm († 1848), Werner († 1846) und Heinrich († 1859) machten sich in Ostpreußen sesshaft und gründeten damit den preußischen Zweig der Familie, welcher die Güter Klein und Groß Klitten bei Domnau, Preußisch Wilten und Woopen besaß.

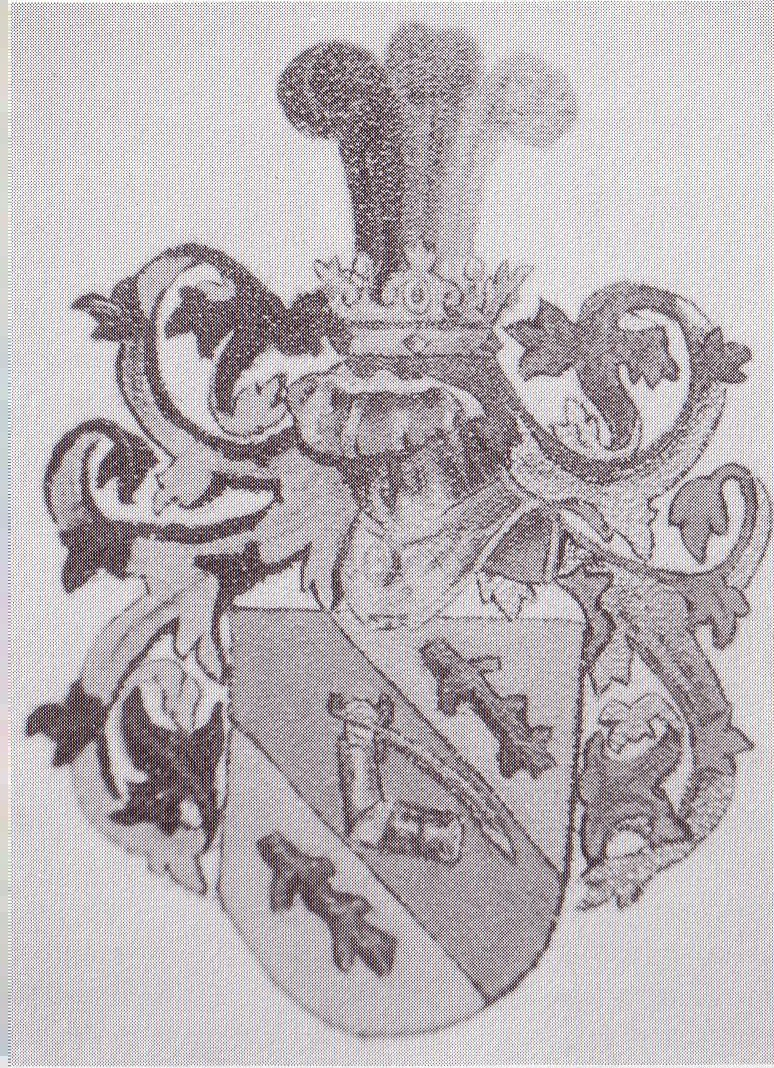
Wappen der Familie von Gottberg

## Wappen
Am 8. November 1595 wurde im Zuge der Nobilitierung das väterliche Wappen der Brüder Peter und Paul durch Kaiser Rudolf II. auf dem Prager Schloss verändert, geziert und gebessert mit dem Ergebnis nachstehender Blason.
Schild: in Gold ein mit einem geharnischten rechten Arm, der einen blanken Türkensäbel schwingt, belegter breiter roter Schrägrechtsbalken, begleitet von zwei nach der Richtung liegenden gestümmelten braunen Ästen. Helm: mit rechts schwarz-goldenen, links rotschwarzen Decken, drei (schwarz, rot, goldene) Straußenfedern.

## Bekannte Familienmitglieder (chronologisch)
- Jakob Gottberg († nach 1614), schwedischer Admiral
- Wilhelm Boguslaw von Gottberg (1731–1804), preußischer Landrat und Landesdirektor im Kreis Heilsberg[3]
- Christian Ludwig Friedrich von Gottberg (1789–1850), preußischer Landrat im Kreis Stolp
- Hans Hugo Erdmann von Gottberg (1812–1890), Gutsbesitzer und preußischer Politiker
- Walter von Gottberg (1823–1885), preußischer General der Infanterie
- Franz Wilhelm von Gottberg (1824–1869), Deichhauptmann des Oderbruchs
- Otto von Gottberg (1831–1913), Gutsbesitzer und preußischer Politiker
- Richard von Gottberg (1833–1910), preußischer Generalleutnant
- Hans von Gottberg (1842–1906), preußischer Generalleutnant
- Peter-Lorenz von Gottberg (1862–1918), Oberst und Kommandeur einer Infanterie-Brigade, gefallen am 17. August 1918 in Flandern
- Heinrich von Gottberg (1864–1931), Gutsbesitzer und preußischer Politiker
- Wolf von Gottberg (1865–1938), deutscher Verwaltungsbeamter
- Döring von Gottberg (1865–1945), deutscher Generalmajor
- Otto von Gottberg (1867–1945), deutscher Schriftsteller und Publizist
- Klementine Elsbeth Anna von Gottberg (1885–1958), deutsche Widerstandskämpferin
- Hans-Egon von Gottberg (1891–1914), Leutnant und deutscher Pfadfindergründer[4]
- Curt von Gottberg (1896–1945), SS-Obergruppenführer und Kriegsverbrecher
- Helmut von Gottberg (1914–1998), Oberleutnant der Wehrmacht, Widerstandsangehöriger
- Hans Lorenz von Gottberg (1923–1987), Oberstleutnant i. G., Buchautor und Pfadfinderführer
- Döring-Ernst von Gottberg (* 1927), Vizepräsident der Bundesdruckerei a. D., Buchautor („Eine Jugend in Hitlers Reich. Erinnerungen eines Zeitzeugen“)
- Rasmus von Gottberg (1932–2010), deutscher Schriftsteller, Regisseur und Produzent
- Wilhelm von Gottberg(* 1940), deutscher Politiker (CDU, AfD), MdB, Polizeibeamter und Vertriebenenfunktionär